# La Gran Depressió a Amèrica Llatina
La Gran Depressió que va seguir el crac del 29 als Estats Units va tenir un impacte profund, durador i significant als països de l'Amèrica Llatina. El vincle entre els Estats Units i aquests estats abans que aquest succés d'abast mundial tingués lloc als anys 30 era sòlid, amb inversions nord-americanes a Amèrica Llatina i exportacions llatinoamericanes als Estats Units, la qual cosa va provocar un gran impacte financer, econòmic i social en tot el continent. Xile, Perú i Bolívia van ser, segons la lliga de Nacions, els estats als quals la Gran Depressió va afectar de manera més severa. El sorgiment de moviments nacionalistes i feixistes a l'Amèrica Llatina està fortament vinculat a aquest fet, especialment al Brasil, amb el dictador Getúlio Vargas, gran partidari i imitador del moviment feixista italià de Mussolini.